# Röra distrikt
Röra distrikt är ett distrikt i Orusts kommun och Västra Götalands län. 
Distriktet ligger på norr delen av Orust. 

## Tidigare administrativ tillhörighet
Distriktet inrättades 2016 och utgörs av socknen Röra i Orusts kommun.
Området motsvarar den omfattning Röra församling hade vid årsskiftet 1999/2000.